# Scottsches Axiomensystem
Das Scottsche Axiomensystem, benannt nach dem Mathematiker Dana Scott, ist ein Axiomensystem der Mengenlehre, das als alternativer Zugang zum Axiomensystem der Zermelo-Fraenkel-Mengenlehre, kurz ZF, angesehen werden kann. Es verwendet das in ZF beweisbare Reflexionsprinzip als Axiom und kann auf diese Weise auf einige ZF-Axiome verzichten.

## Motivation
Durch die Von-Neumann-Hierarchie wird das gesamte Mengenuniversum in Stufen {\displaystyle V_{\alpha }} eingeteilt, wobei {\displaystyle \alpha } die Ordinalzahlen durchläuft. Wir beschreiben hier drei Konsequenzen, die dann umgekehrt zu Axiomen des Scottschen Axiomensystems werden.
- {\displaystyle \forall x\,\exists \alpha \,(x\in V_{\alpha })}

Das heißt, jede Menge {\displaystyle x} liegt in einer Stufe. Das ist genau die zum Fundierungsaxiom äquivalente Aussage der Von-Neumann-Hierarchie, wonach jede Menge bereits in einer Stufe liegt bzw. bezüglich der {\displaystyle \in }-Relation bereits durch eine Stufe beschränkt ist; man spricht daher auch vom Beschränktheitslemma.
- {\displaystyle \forall \alpha \,\forall x\,(x\in V_{\alpha }\,\leftrightarrow \,\exists \beta \,(\beta <\alpha \land (x\in V_{\beta }\lor x\subset V_{\beta })))}

Wenn also {\displaystyle x} in einer Stufe {\displaystyle V_{\alpha }} liegt, so liegt es bereits in einer niedrigeren Stufe {\displaystyle V_{\beta }} mit {\displaystyle \beta <\alpha } oder ist als Teilmenge in einer solchen niedrigeren Stufe enthalten. Dieses sogenannte Kumulierungslemma folgt direkt aus der rekursiven Definition der Stufen {\displaystyle V_{\alpha }} als Vereinigung aller Vorgänger oder als Potenzmenge des Vorgängers, je nachdem, ob {\displaystyle \alpha } eine Limes-Ordinalzahl ist oder nicht.
Das Reflexionsprinzip besagt, dass jede in ZF formulierbare Aussage {\displaystyle \varphi =\varphi (x)} bereits durch eine Stufe {\displaystyle V_{\alpha }} gespiegelt wird, genauer:
- {\displaystyle \forall x\,\exists \alpha \,(x\in V_{\alpha }\land V_{\alpha }{\text{ spiegelt }}\varphi (x))}

Die Spiegelung durch die Stufe {\displaystyle V_{\alpha }} bedeutet dabei die Spiegelung durch das durch „{\displaystyle x\in V_{\alpha }}“ definierte Prädikat; Einzelheiten zum Begriff der Spiegelung findet man im Artikel Relativierung (Mengenlehre).
Diese drei Eigenschaften – Beschränktheitslemma, Kumulierungslemma und Reflexionsprinzip – sollen nun zu Axiomen erhoben werden, ohne die in ZF definierten Stufen zu verwenden. Dazu benötigen wir ein neues Prädikat „{\displaystyle x} ist Stufe“, das wir {\displaystyle \Sigma } nennen. Die Schreibweise {\displaystyle \Sigma x} ist demnach als „{\displaystyle x} ist Stufe“ zu lesen, und man kann sich darunter etwas Ähnliches wie die Stufen der Von-Neumann-Hierarchie vorstellen. Die genauen Eigenschaften dieser Stufen werden allerdings durch die Axiome des Scottschen Axiomensystems festgelegt, das nun vorgestellt wird.

## Das Axiomensystem
Wir verwenden kleine lateinische Buchstaben als Variablen für Mengen und die Symbole {\displaystyle =,\in ,\Sigma ,\neg ,\land ,\lor ,\rightarrow ,\leftrightarrow ,\exists ,\forall }, wobei = für Gleichheit steht und {\displaystyle \in } für die Elementbeziehung, {\displaystyle \Sigma } ein einstelliges Prädikat ist und die restlichen Symbole die üblichen logischen Symbole sind. In den folgenden Axiomen bezeichne {\displaystyle \varphi =\varphi (x,x_{1},\ldots ,x_{n})} eine mengentheoretische Formel mit der Variablen {\displaystyle x} und möglicherweise weiteren Variablen (Parametern) {\displaystyle x_{1},\ldots ,x_{n}}.
- Existenz: {\displaystyle \exists x(x=x)}

Das Existenzaxiom fordert, dass es wenigstens eine Menge im Mengenuniversum gibt.
- Extensionalität: {\displaystyle \forall x,y\,(\forall z(z\in x\leftrightarrow z\in y)\rightarrow x=y)}

Das Extensionalitätsaxiom beschreibt den quantitativen Aspekt des Mengenbegriffs: Enthalten zwei Mengen dieselben Elemente, so sind sie gleich.
- Aussonderung: {\displaystyle \forall x_{1},\ldots ,x_{n}\forall x\exists y\forall z\,(z\in y\leftrightarrow z\in x\land \varphi (z,x_{1},\ldots ,x_{n}))}

Zu jeder Menge und zu jeder Eigenschaft kann man die Menge derjenigen Elemente aussondern, die diese Eigenschaft erfüllen, genauer:
Bei vorgegebener Formel {\displaystyle \varphi } und gegebenen Parametern gibt es zu jeder Menge {\displaystyle x} die Menge {\displaystyle y}, die genau aus denjenigen Elementen {\displaystyle z} aus {\displaystyle x} besteht, die der Eigenschaft {\displaystyle \varphi (z,x_{1},\ldots ,x_{n})} genügen. Dies ist kein einzelnes Axiom, sondern ein sogenanntes Schema von Axiomen, da man für jede Formel {\displaystyle \varphi } ein Axiom erhält.
- Beschränktheit: {\displaystyle \forall x\exists v\,(\Sigma v\land x\in v)}.

Jede Menge liegt in einer Stufe.
- Kumulierung: {\displaystyle \forall v\,(\Sigma v\rightarrow \forall x\,(x\in v\leftrightarrow \exists w(\Sigma w\land w\in v\land (x\in w\lor x\subset w))))}

Dabei steht {\displaystyle x\subset w} wie üblich für {\displaystyle \forall z(z\in x\rightarrow z\in w)}. In Worten besagt das Kumulierungsaxiom: Wenn {\displaystyle v} eine Stufe ist, so gilt für jedes {\displaystyle x} aus dieser Stufe, dass es eine in {\displaystyle v} enthaltene Stufe {\displaystyle w} gibt, in der {\displaystyle x} als Element oder als Teilmenge liegt.
- Reflexionsprinzip: {\displaystyle \forall x\,\exists v\,(\Sigma v\land x\in v\land v{\text{ spiegelt }}\varphi (x,x_{1},\ldots x_{n}))}

Hier soll {\displaystyle \varphi } alle Formeln ohne das Symbol {\displaystyle \Sigma } durchlaufen, es handelt sich also wieder um ein Schema von Axiomen. Der Ausdruck {\displaystyle v{\text{ spiegelt }}\varphi (x,x_{1},\ldots x_{n})} bedeutet dabei
{\displaystyle \forall x_{1},\ldots x_{n}\,(x_{1}\in v\land \ldots \land x_{n}\in v\rightarrow (\varphi (x,x_{1},\ldots x_{n})\leftrightarrow [\varphi (x,x_{1},\ldots x_{n})]^{v}))}
wobei {\displaystyle [\varphi (x,x_{1},\ldots x_{n})]^{v}} die durch Relativierung nach {\displaystyle v} aus {\displaystyle \varphi (x,x_{1},\ldots x_{n})} hervorgegangene Formel ist.
Die Gesamtheit dieser Axiome werde im Folgenden mit {\displaystyle \Sigma } bezeichnet.

## Äquivalenz zu ZF
Die ersten drei Axiome aus {\displaystyle \Sigma } sind auch ZF-Axiome, und die einleitenden Bemerkungen zeigen, dass die Festlegung {\displaystyle \Sigma x:\Leftrightarrow \exists \alpha \,(x=V_{\alpha })} ein Prädikat definiert, das auch die übrigen drei {\displaystyle \Sigma }-Axiome erfüllt. Umgekehrt kann man aus {\displaystyle \Sigma } alle ZF-Axiome herleiten, das heißt das Vereinigungsaxiom, Potenzmengenaxiom,  Unendlichkeitsaxiom, Fundierungsaxiom und das Schema der Ersetzungsaxiome.
In {\displaystyle \Sigma } kann man daher wie in ZF Ordinalzahlen und die Von-Neumann-Hierarchie der {\displaystyle V_{\alpha }} einführen. In {\displaystyle \Sigma } gilt dann der Satz:
{\displaystyle \forall x\,(\Sigma x\leftrightarrow \exists \alpha \,(x=V_{\alpha }))}.
Damit sind die Axiomensysteme ZF und {\displaystyle \Sigma } gleichwertig. In beiden Axiomatisierungen lassen sich dieselben Sätze beweisen, wobei das in ZF fehlende {\displaystyle \Sigma x} durch {\displaystyle \exists \alpha \,(x=V_{\alpha })} zu ersetzen ist.